# Gonçalo Batista Vieira
Gonçalo Batista Vieira, primeiro e único Barão de Aquiraz, (Jucás, 17 de maio de 1819 — Fortaleza, 10 de março de 1896) foi um advogado e político brasileiro. Foi deputado geral e presidente da província do Ceará por um breve período, em 1838. Em 17 de maio de 1871 recebeu o título de barão do imperador Dom Pedro II.

## Biografia
Nasceu na então arraial de São Mateus (atual município de Jucás), filho do capitão-mor de mesmo nome. Bacharelou-se em direito pela Faculdade de Olinda, em 1843, na mesma turma que Tomás Pompeu de Sousa Brasil.
No ano de sua formatura, foi diretor e acionista da Companhia Cearense Via Férrea de Baturité. Foi nomeado promotor do Crato, em janeiro de 1851, mas não chegou a exercer o cargo, optando por seguir carreira política. Era filiado do Partido Conservador, o qual fê-lo deputado provincial por várias vezes e, quando da morte de seu primo, o senador Miguel Fernandes Vieira, ocorrida a 6 de agosto de 1862, deu-lhe a chefia do partido na província.
Foi deputado à Assembleia Geral, exerceu o cargo de vice-presidente em 1877, por ocasião de subir ao poder, em 1868, o seu partido com o ministério Itaboraí. Foi nomeado primeiro vice-presidente da província. Mais tarde, em 17 de maio de 1871, foi agraciado com o titulo de Barão do Aquiraz e, em 1888, incluído em lista senatorial apresentada à escolha do imperador.
Por ocasião da cisão do partido, em 1871, motivado pela Lei do Ventre Livre, apresentada pelo ministério Rio Branco, passou para o grupo resistente, conhecido como "Conservadores Miúdos", sob a direção do conselheiro Paulino José Soares de Sousa e por outros.
Com o fim do regime monárquico afastou-se da vida pública. Faleceu aos 77 anos, em seu palacete em Fortaleza, e foi sepultado no Cemitério São João Batista.
Foi casado primeiramente com Ana Fernandes Vieira e depois com Senhorinha Fernandes Vieira, ambas filhas do Visconde do Icó, de quem era sobrinho. Senhorinha faleceu aos 25 anos, em 26 de setembro de 1861. Viúvo pela segunda vez, desposou então, em 1866, Ana Angélica Fernandes Bastos, filha do desembargador André Bastos de Oliveira, e viúva do senador Miguel Fernandes, seu primo e irmão de suas duas primeiras esposas. Das três esposas, Ana Angélica foi a única que teve o título de baronesa, por seu casamento. Desta união, nasceram três filhos, um dos quais era Senhorinha Batista Vieira, casada com o doutor Antônio Augusto de Meneses, filho do capitão Rufino Antônio de Meneses e de Úrsula Maria do Sacramento. Ana Angélica faleceu aos 44 anos, de tuberculose, em 21 de julho de 1884.
No lugar do palacete em que faleceu situa-se hoje o Cine São Luís.